# Venelles
Venelles település Franciaországban, Bouches-du-Rhône megyében. Lakosainak száma 8420 fő (2022. január 1.). Venelles Aix-en-Provence, Meyrargues, Le Puy-Sainte-Réparade és Saint-Marc-Jaumegarde községekkel határos.

## Népesség
A település népessége az elmúlt években az alábbi módon változott:
| Lakosok száma | 1553 | 5225 | 7046 | 8156 | 8347 | 8352 | 8383 | 8400 | 8432 | 8420 |
|               | 1968 | 1982 | 1990 | 2006 | 2013 | 2015 | 2017 | 2019 | 2020 | 2022 |